# Huvudrätt
Huvudrätt är en maträtt som serveras efter förrätten och före efterrätten. Detta är den del av en måltid som man ska bli mätt på och är vanligtvis den mest komplexa rätten på en given meny. Den kallas även för varmrätt.